# Semseyita
La semseyita es un mineral de la clase de los minerales sulfuros, y dentro de esta pertenece al llamado “grupo de la plagionita”. Fue descubierta en 1881 en una mina de Baia Sprie en el distrito de Maramureș (Rumania), siendo nombrada así en honor de Andor von Semsey, mineralogista húngaro.

## Características químicas
Es un sulfuros y antimoniuro de plomo. El grupo de la plagionita al que pertenece tienen más o menos la misma composición química y estructura, que contiene hojas de galena.
Además de los elementos de su fórmula, suele llevar como impurezas: plata, cobre y hierro.

## Formación y yacimientos
Aparece en vetas hidrotermales formado a temperatura moderada.
Suele encontrarse asociado a otros minerales como: sorbyita, jamesonita, bournonita, zinkenita, guettardita, jordanita, diaforita, esfalerita, galena, pirita, calcopirita, tetraedrita, arsenopirita o siderita.